# Alan Benzie
Alan Benzie (* 1989) ist ein britischer Jazzmusiker (Piano, Komposition).

## Leben und Wirken
Benzie erhielt seit dem achten Lebensjahr Geigenunterricht; er entwickelte Interesse am Klavierspiel, als er als Jugendlicher Aufnahmen der Gruppe e.s.t. gehört hatte. 2007 war er der erste Preisträger des Scotland Young Jazz Musician der BBC; er studierte dann am Berklee College of Music in Boston bei Joanne Brackeen und Lazlo Gardony, um dort als erster britischer Musiker mit dem Billboard Award ausgezeichnet zu werden.
Zurück in Großbritannien erschien 2015 Benzies Debütalbum Traveller’s Tales, das er mit seinem Trio aufgenommen hatte, zu dem Andrew Robb am Bass und Marton Juhasz am Schlagzeug gehören. In gleicher Besetzung entstand Little Mysteries, das bei den Scottish Jazz Awards 2018 als bestes Album ausgezeichnet wurde. Mit dem Fusion-Sextett Mezcla spielte er 2020 das Album Shoot the Moon ein.
Benzie gehört zudem zur Band Fat-Suit und zur Animal Society des Gitarristen Joe Williamson. Daneben spielte er mit dem Quartett von Leonardo Radicchi, dem Ben MacDonald Quartet, sowie mit Matt Carmichael, Luca Manning und Michael Butcher. Er ist auch auf dem Album Exploration des Tommy Smith Youth Jazz Orchestra zu hören.